# باتريك كاسيدي (لاعب كرة قدم)
باتريك كاسيدي (بالإنجليزية: Patrick Cassidy)‏ (1887 في المملكة المتحدة - ) هو لاعب كرة قدم بريطاني (وحمل سابقاً جنسية المملكة المتحدة لبريطانيا العظمى وأيرلندا) في مركز الدفاع. لعب مع برادفورد سيتي وكارديف سيتي ونادي ساوث شيلدز ‏.